# Nigdy więcej nie tańcz ze mną
Nigdy więcej nie tańcz ze mną – singel Ani Dąbrowskiej z 2008 roku.

## Informacje ogólne
Singel ten był pierwszym promującym trzecią płytę wokalistki, W spodniach czy w sukience?. Muzykę utworu skomponowała Dąbrowska, a tekst napisała we współpracy z Karoliną Kozak i Agnieszką Szypurą. Na singlu znalazł się także teledysk do piosenki oraz dwa dodatkowe nagrania, niedostępne na albumie. Piosenka stała się jednym z największych przebojów w repertuarze Dąbrowskiej. Piosenkarka brała z nią udział w konkursie Sopot Hit Festiwal. W 2009 utwór otrzymał dwie nominacje do Fryderyka.

## Teledysk
Teledysk został nakręcony w maju 2008 przez Anię Dąbrowską i Bo Martina. Został utrzymany w klimacie lat 60.

## Lista ścieżek
1. „Lalolot”
2. „Be Thankful for What You’ve Got”
3. „Nigdy więcej nie tańcz ze mną”
4. „Nigdy więcej nie tańcz ze mną” (Video)

## Pozycje na listach
| Lista                                | Pozycja |
| ------------------------------------ | ------- |
| Lista Przebojów Programu Trzeciego   | 5       |
| Szczecińska Lista Przebojów          | 3       |
| POPLista                             | 2       |
| Codzienna Lista Przebojów            | 6       |
| RDN Małopolska                       | 2       |
| Lista Przebojów Marka Niedźwieckiego | 5       |
| Radio dla Ciebie                     | 14      |